# Matallana de Torío
Matallana de Torío ist eine Gemeinde mit 1.228 Einwohnern (Stand: 2024) im nordwestlichen Zentral-Spanien in der Provinz León in der Autonomen Gemeinschaft Kastilien-León. Matallana de Torío besteht neben dem gleichnamigen Hauptort aus den Ortsteilen Naredo de Fenar, Orzonaga, Pardavé, Robledo de Fenar, Robles de la Valcueva, Serrilla, La Valcueva und Villalfeide.

## Geografie
Matallana de Torío liegt etwa 32 Kilometer nordnordöstlich von León in einer Höhe von ca. 1020 m. 

## Bevölkerungsentwicklung
| Jahr        | 1900 | 1950 | 1970 | 1981 | 1991 | 2001 | 2011 | 2021 |
| ----------- | ---- | ---- | ---- | ---- | ---- | ---- | ---- | ---- |
| Einwohner   | 1477 | 3332 | 2906 | 2257 | 2035 | 1624 | 1397 | 1278 |
| Quelle: INE |      |      |      |      |      |      |      |      |

## Sehenswürdigkeiten
- zahlreiche Kapellen
- historische Brücken

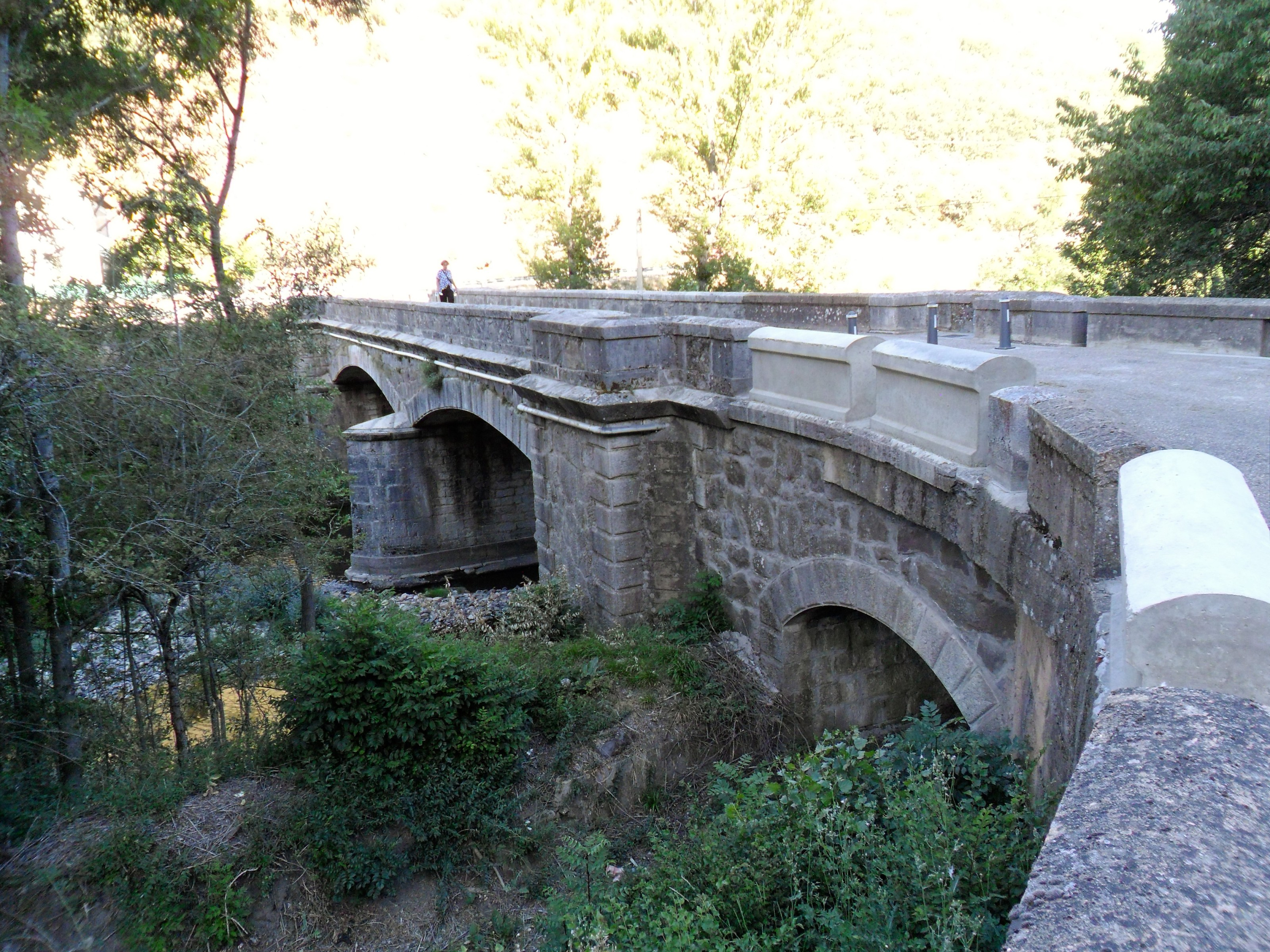
Brücke von Serrilla